# Lijst van kastelen in Madagaskar
Hieronder volgt een overzicht van kastelen in Madagaskar.
| Kasteel                  | Plaats           | Regio        | Bouwjaar    | Coördinaten                  |
| ------------------------ | ---------------- | ------------ | ----------- | ---------------------------- |
| Fort Flacourt            | Tôlanaro         | Anosy        | 1643        | 25° 2′ 0″ ZB, 46° 57′ 0″ OL  |
| Fort Rova                | Mahajanga        | Boeny        | 1824        |                              |
| Ford Lalana Sylvain Roux | Île Sainte-Marie | Analanjirofo | 1753        |                              |
| Windsor Castle           | Antsiranana      | Diana        | 1940 – 1945 | 12° 13′ 0″ ZB, 49° 10′ 0″ OL |
| Fort Voyron              | Antananarivo     | Analamanga   | 1940 – 1945 | 18° 55′ 0″ ZB, 47° 31′ 0″ OL |